# ملعب مركز شنيانغ الأولمبي الرياضي
ملعب مركز شنيانغ الأولمبي الرياضي هو ملعب متعدد الأغراض يستضيف مسابقات ألعاب القوى، يقع في شنيانغ، الصين، يتسع لجلوس 60,000 متفرج وتم افتتاحه في 2007. وقد استضاف مباريات كرة قدم في الألعاب الأولمبية الصيفية 2008.

## وصلات خارجية
- الموقع الرسمي